# 四摂法
四摂法（ししょうぼう）(巴:saṅgaha-vatthu, cattāri saṅgaha-vatthūni)とは、人々や集団をまとめる（摂）ための手段、方法のこと。四摂事（ししょうじ）、四恩（しおん）とも謂う。パーリ仏典長部の『三十二相経』『等誦経』などに説かれる。

## 構成
1. 布施（ふせ、dāna）
分かち合うこと。
2. 愛語（あいご、piya-vācā）
優しい言葉、気に入る言葉、心に訴える言葉。
3. 利行（りぎょう、attha-cariyā）
相手を利益する、為になる行為。
4. 同事（どうじ、samānattatā）
平等に接すること。